# 单刺仙人掌
单刺仙人掌（学名：Opuntia monacantha）是仙人掌科仙人掌属的植物。原产美洲。分布在广西、云南、福建等地，生长于海拔2,000米至3,000米的地区，多生在巴西、乌拉圭、巴拉圭以及阿根廷，目前尚未由人工引种栽培。

## 别名
仙人掌（滇志）、扁金铜（云南屏边）、绿仙人掌（拉汉种子植物名称）